# Maria José Leão dos Santos
Maria José Leão dos Santos, dite « Joe le Taxi », née le 21 janvier 1955 à Lardosa et morte le 3 mars 2019 à Villepinte, est une chauffeuse de taxi portugaise et une figure des nuits lesbiennes parisiennes. Elle est la source d'inspiration de la chanson à succès Joe le taxi (1987) interprétée par Vanessa Paradis.

## Biographie

### Début de vie
Maria-José Léao Dos Santos, surnommée la « Zéza », naît le 21 janvier 1955 à Lardosa, un village près de Castelo Branco au Portugal dans une famille catholique pratiquante. Quand sa mère apprend qu'elle est lesbienne, elle la fait exorciser, interner, puis l'envoie au couvent pour essayer de changer son orientation sexuelle.
Dans les années 1970, à 19 ans, elle fuit le régime autoritaire de Salazar et rejoint sa sœur installée dans les Yvelines. Elle apprend alors le français en gardant des enfants.

### Carrière de taxi et figure de la nuit lesbienne parisienne
Maria-José Léao Dos Santos fréquente les clubs lesbiens à la mode du Sud Pigalle à Paris comme le Hellzapoppin rue Saint-Denis et le Jeu de Dames rue Sainte-Anne tenus par Danielle Mori. Cette dernière vient d'ouvrir son club, Le Privé, 4 rue de Ponthieu près des Champs-Élysées et lui propose de devenir taxi de nuit, une profession en plein développement, pour ramener chez elles les célébrités de son établissement sans qu'elles aient à attendre un taxi,. Elle est également poussée par son amie Elula Perrin qui tient les clubs Le Katmandou et Le Privilège, sous Le Palace. La légende dit qu'elle serait devenue taxi pour retrouver Minou, une amante qui serait partie avec la caisse du bistrot où elle travaillait comme serveuse topless auparavant.
Elle obtient sa carte professionnelle de taxi parisien en 1981. Elle conduit une Opel Ascona blanche pour la société Paris Taxis, met de la musique rumba et vieux rock mambo. Son apparence garçonne butch en costume, cravate, gilet lui vaut d'être surnommée « Joe le taxi », une allure qui semble alors être un atout dans ce milieu où peu de femmes exercent. Elle est reconnaissable par le borsalino ou chapeau fedora qu'elle porte régulièrement et dont elle possède toute une collection. Mais contrairement à la chanson éponyme, elle n'a pas de taxi jaune new-yorkais, de saxophone jaune (c'était le cas d'une collègue conductrice de taxi) et elle carbure au soda Coca-Cola. Son nom se popularise vite : elle n'a qu'à danser sur la piste de danse et quand son nom est scandé au bar comme une publicité « Joe, Joe le taxi », elle sait qu'elle doit ramener un client chez lui.
Elle commence comme chauffeur salariée, puis à son compte en 2004 pour des personnalités comme Julia Roberts, Dalida, Nicoletta, Véronique Sanson, Catherine Lara, Jakie Quartz et des princesses saoudiennes.
Maria-José Léao Dos Santos gère et anime en parallèle des clubs parisiens avec sa compagne Johanne Dumoutier pendant plusieurs années. Elles tiennent ensemble le Fox Club de 2011 à 2012 et le Calamity Joe de 2012 à 2013 notamment. Elle est une figure centrale de la communauté lesbienne parisienne des années 1980.

### Rencontre avec Étienne Roda-Gil
Maria-José Léao Dos Santos, jeune, rencontre le parolier Étienne Roda-Gil dans le cadre de son travail. Lors de trois courses, elle lui raconte ses histoires et il lui pose des questions. Il lui demande son autorisation pour écrire une chanson qui raconte sa vie, ce qu'elle accepte avec enthousiasme sans savoir le succès qu'aura la chanson,.
Maria-José Léao Dos Santos meurt à l'âge de 64 ans d'un cancer. Le 7 mars 2019, une cérémonie d'hommage lui est rendue à Pantin. Elle est enterrée au Portugal le 9 mars 2019.

## Culture populaire
- Joe le taxi, chanson française biographique écrite par Étienne Roda-Gil, composée par Franck Langolff et interprétée par Vanessa Paradis[11]
- Johanne Gabriel, Joe le taxi, la vraie histoire. Vous n'écouterez plus jamais la chanson de Vanessa Paradis de la même manière !, éditions du Château blanc, 2023[11]